# Cérilly (Allier)
Cérilly è un comune francese di 1 397 abitanti situato nel dipartimento dell'Allier della regione dell'Alvernia-Rodano-Alpi.
Il suo territorio comunale è bagnato dal fiume Marmande, del quale ospita le sorgenti.

## Società

### Evoluzione demografica
Abitanti censiti